# 超!真実決定トーナメント
『超!真実決定トーナメント』（ちょう!しんじつけっていトーナメント）は日本テレビ系列で放送された特別番組である。

## 概要
笑えるアリエナイ真実とクリエイターが考えた面白い回答を対決させ、アリエナイ真実よりも笑える「超真実」を生み出せるのかを検証する。

## 出演者

### MC
- トシ（タカアンドトシ）

### アシスタント
- 水卜麻美（日本テレビアナウンサー）

## 放送日時
| 回数  | 放送日時                     | 超真実クリエイター | ゲスト審査員                   | 視聴率 |
| ----- | ---------------------------- | --- | ------------------------------ | ------ |
| 第1回 | 2012年11月10日 13:30 - 14:30 | タカ（タカアンドトシ）、劇団ひとり、田中卓志（アンガールズ）、 友近、博多大吉（博多華丸・大吉）、若林正恭（オードリー）                                                 | クリス松村、重盛さと美、平愛梨 |        |
| 第2回 | 2013年4月1日 22:00 - 23:24   | タカ（タカアンドトシ）、かねさだ雪緒、草野仁、ケンドーコバヤシ、劇団ひとり、 田中卓志（アンガールズ）、長州力、友近、博多大吉（博多華丸・大吉）、若林正恭（オードリー） | 平愛梨、竹内力、山本美月       | 9.2%   |

## スタッフ
第2回（2013年4月1日放送分）
- 企画・演出：道坂忠久
- 構成：橋本大介、安達譲
- TM：江村多加司
- SW：米田博之
- CAM：濱川和人
- VE：佐久間治雄
- MIX：山口直樹
- 照明：掛橋司
- 技術協力：ヌーベルバーグ、日テレ・テクニカル・リソーシズ、ミジェット
- 美術プロデューサー：佐藤千穂
- 美術デザイン：栗原純二
- 美術協力：日テレアート
- メイク：PELANGI-Kashin
- 西部警察 映像協力
  - 監督：小澤啓一、村川透
  - 脚本：新井光、永原秀一、峯尾基三、宮下潤一、宮田雪
- 編成：池田潔美、吉無田剛
- 営業推進：梶原美緒
- 編集：大場浩二（麻布プラザ）
- MA：浅井佑人（麻布プラザ）
- 音効：岡田淳一
- リサーチ：フォーミュレーション、リベラス、フリード、パンドラ
- TK：三浦涼子
- デスク：府川麻衣子
- AD：萬俊之、小ヶ倉剛、上岡恵莉華、柳井千晴、佐藤なつね、永井愛
- 制作進行：藤井理絵
- AP：冨永祐一
- ディレクター：井上伸正、菅沼修平、櫛田健太郎、田中真之、田中友洋
- 演出：内田浩
- プロデューサー：下田明宏、渡部祐一、小島俊一
- 制作協力：ZION、創輝
- チーフプロデューサー：加藤幸二郎
- 製作著作：日本テレビ